# Contaminación de aguas subterráneas

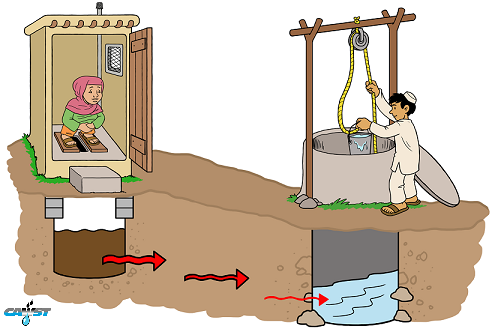
Representaación de como se contamina el agua subterránea

La contaminación del agua subterránea ocurre cuando agentes contaminantes son liberados al suelo o subsuelo y luego migran hacia el acuífero.Esto también puede ocurrir de manera natural debido a la presencia de elevadas concentraciones de constituyentes minerales existentes en el acuífero.
Estos contaminantes son capaces de crear una pluma dentro del acuífero. El flujo subterráneo y la dispersión pueden hacer que el contaminante se extienda a lo largo de una extensa área. El frente de avance de dicha pluma puede intersecar un pozo de agua o descargar a la superficie en forma de vertiente y escorrentía haciendo que estas aguas no sean seguras para el ser humano ni para la vida silvestre. El movimiento de dichas plumas puede analizarse a través de modelos computacionales de transporte de solutos en aguas subterráneas. El análisis de la contaminación de las aguas subterráneas puede enfocarse en las características del suelo, geología e hidrogeología del sitio y en la naturaleza de los contaminantes.
La contaminación puede ocurrir de fugas desde sistemas de saneamiento básico, aguas residuales, vertederos, estaciones de servicio, o de la aplicación de fertilizantes en la agricultura. También puede ocurrir a partir de contaminantes naturales existentes en el acuífero como el arsénico o el fluoruro. El uso del agua subterránea contaminada puede causar daños en la salud a través de intoxicaciones o la propagación de enfermedades.
Existen varios mecanismos que influyen en el transporte de contaminantes en las aguas subterráneas, por ejemplo la difusión y la adsorción de contaminantes, o la precipitación de minerales dentro del acuífero. La interacción entre el agua subterránea y las aguas superficiales también se puede analizar a través de modelos hidrológicos.